# Roza Sjanina
Roza Jegorovna Sjanina (ryska: Роза Егоровна Шанина), född 3 april 1924 i Jedma, Archangelsk oblast, död 28 januari 1945 i Ostpreussen, var en sovjetisk prickskytt under andra världskriget. Hon dödade 59 nazister, bland annat tolv nazityska soldater under slaget om Vilnius. Hon dog i januari 1945 efter att ha blivit träffad av fiendeeld.